# Hirtenberger M6C-210
Hirtenberger M6C-210 — австрийский миномёт калибра 60 мм.
Был разработан фирмой Hirtenberger в Австрии. Предназначен для мобильной огневой поддержки пехотных подразделений. Все распространенные типы мин калибра 60 мм подходят для применения из него.

## На вооружении
- Австрия
- Италия
- Швейцария
- Болгария
- Чили
- Греция
- Япония